# Curdella Forbes
Curdella Forbes là một tác giả học thuật và được giới phê bình người Jamaica đánh giá cao.

## Cuộc đời và sự nghiệp
Forbes đã làm giáo sư văn học Caribe tại Đại học Howard từ năm 2004 sau khi làm việc tại Đại học West Indies, Mona, nơi cô cũng lấy bằng tiến sĩ năm 2000. Cô cũng đã từng là nhà văn cư trú tại Đại học Tây Ấn, Mona.

### Tiểu thuyết
- Tự do vĩnh viễn (2008)
- Hồn ma (2014)
- Bài hát của sự im lặng (2002)
- Bay cùng Icarus (2003)

### Phi hư cấu
- Qua lăng kính giới tính: một bản đọc lại các tiểu thuyết của Samuel Selvon và George Lamming (2000)
- Shakespeare, Shakespeares khác và văn hóa đại chúng Tây Ấn: một bài đọc về erotics của errantry và nổi loạn trong 'Troilus và Cressida' (2001)
- Bẻ gãy đối tượng: không gian quốc tế và diễn ngôn về chủ nghĩa cá nhân trong 'Chờ đợi vô ích' của Colin Channer và 'Mr. Potter ' (2008)
- Giữa âm mưu và đồn điền, xâm phạm và xâm phạm: Sự bất tuân di cư ở Caribbean trong tiểu thuyết và giao thông Internet (2012)
- Sự kết thúc của chủ nghĩa dân tộc?: thực hiện câu hỏi trong 'Đảo lặp lại' của Benítez-Rojo và 'Thơ ca về mối quan hệ' (2002)
- "Những kẻ xâm phạm sẽ bị bức hại": đọc các đối tượng di trú trong các email 'Heremakhonon' và chuỗi liên lạc của Maryse Condé (2010)
- Bán người phụ nữ Caribbean đó xuống sông: tường thuật du lịch cộng đồng và nền kinh tế toàn cầu (2005)
- Vùng nhiệt đới của lễ hội: giới tính lưỡng tính như bản sắc trong xã hội nô lệ và trong tiểu thuyết Tây Ấn (1999)
- Xem lại bộ ba lưu vong của Samuel Selvon: ý nghĩa đối với ý thức về giới và quan hệ giới trong văn hóa Caribbean (1997)